# 富裕キルギス語
富裕キルギス語（ふゆうキルギスご、Fuyu Kyrgyz、Fuyü Gïrgïs、Fu-Yu Kirgiz）は、もっとも東に分布するテュルク諸語である。キルギスと呼ばれてはいるものの実際にはキルギス語の変種ではなくむしろハカス語に近く、その話者は1761年にロシアから移住してきた者たちであり、この名前は一般的な部族名の名残とみられている。
この言語は現在、中国の黒竜江省チチハル市富裕県周辺でキルギス族として識別される少数の受動的話者がいる。

## 音声
完全な音素解析は行われていないが、HuとImartによって音声についての膨大な観察が仮定義されている。
それによれば短母音は "a, ï, i, o, ö, u, ü" 、IPAにするとおおよそ [a, ə, ɪ, ɔ, œ, ʊ, ʉ] にわずかな円唇と中心化傾向があるという 。
母音の長短を音素として区別し、長母音は子音消滅の代償として発生する（例：富裕キルギス語 /pʉːn/ vs. キルギス語 /bygyn/）。
各々の短母音は対応する長母音を持ち、それに /e/ が加わる。
母音調和を持つと同時に子音調和も持つ。
子音は異音も含めると [p, b, ɸ, β, t, d, ð, k, q, ɡ, h, ʁ, ɣ, s, ʃ, z, ʒ, dʒ, tʃ, m, n, ŋ, l, r, y]。
閉鎖音 /p, t, k/ と /b, d, g/ の間の違いは音素として立てず、これらは中国語からの借用語では [pʰ, tʰ, kʰ] と帯気しうる。

## 話者
1980年には富裕キルギス語はコミュニティーの成人の多数派で、100世帯前後で話されていた。しかしながら、多くの成人話者はモンゴル語の地元の変種へ、子供は教育により中国語へと切り替わっている。